# Rio Grande de Buba
Rio Grande de Buba är ett estuarium i Guinea-Bissau. Det ligger i den sydvästra delen av landet, 40 km sydost om huvudstaden Bissau.